# VM i atletik 2023
VM i atletik 2023 var den 19. udgave af verdensmesterskaberne i udendørs atletik, der blev afholdt på Nemzeti Atlétikai Kozpont i Budapest, Ungarn, mellem den 19. og 27. august 2023.

## Kvalifikationskriterier
World Athletics annoncerede i august 2022 kvalifikationskriterierne for deltagelse ved VM. Atleter skulle kvalificere sig gennem deres rangering på World Athletics' verdensranglisten, wild card eller regerende verdensmester eller vinder fra Diamond League 2022-sæsonen. 
| Disciplin                             | Mænd                                          | Kvote | Kvinder                                       | Kvote |
| ------------------------------------- | --------------------------------------------- | ----- | --------------------------------------------- | ----- |
| 100-meter                             | 10.00                                         | 48    | 11.08                                         | 48    |
| 200-meter                             | 20.16                                         | 48    | 22.60                                         | 48    |
| 400-meter                             | 45.00                                         | 48    | 51.00                                         | 48    |
| 800-meter                             | 1:44.70                                       | 56    | 1:59.80                                       | 56    |
| 1500-meter                            | 3:34.20 / 3:51.00                             | 56    | 4:03.50 / 4:22.00                             | 56    |
| 5000-meter                            | 13:07.00                                      | 42    | 14:57.00                                      | 42    |
| 10.000-meter                          | 27:10.00                                      | 27    | 30:40.00                                      | 27    |
| Marathon                              | 2:09:40                                       | 100   | 2:28:00                                       | 100   |
| 110 meter hækkeløb/100 meter hækkeløb | 13.28                                         | 40    | 12.78                                         | 40    |
| 400 meter hækkeløb                    | 48.70                                         | 40    | 54.90                                         | 40    |
| 3000 meter forhindringsløb            | 8:15.00                                       | 36    | 9:23.00                                       | 36    |
| 20 km kapgang                         | 1:20:10                                       | 50    | 1:29:20                                       | 50    |
| 35 km kapgang                         | 2:29:40                                       | 50    | 2:51:30                                       | 50    |
| Højdespring                           | 2.32 m                                        | 36    | 1.97 m                                        | 36    |
| Stangspring                           | 5.81 m                                        | 36    | 4.71 m                                        | 36    |
| Længdespring                          | 8.25 m                                        | 36    | 6.85 m                                        | 36    |
| Trespring                             | 17.20 m                                       | 36    | 14.52 m                                       | 36    |
| Kuglestød                             | 21.40 m                                       | 36    | 18.80 m                                       | 36    |
| Diskoskast                            | 67.00 m                                       | 36    | 64.20 m                                       | 36    |
| Hammerkast                            | 78.00 m                                       | 36    | 73.60 m                                       | 36    |
| Spydkast                              | 85.20 m                                       | 36    | 63.80 m                                       | 36    |
| Tikamp/Syvkamp                        | 8460 point                                    | 24    | 6480 point                                    | 24    |
| 4 × 100-meterløb                      | Top 8 fra VM i atletik 2022 + 8 fra Top Lists | 16    | Top 8 fra VM i atletik 2022 + 8 fra Top Lists | 16    |
| 4 × 400-meterløb                      | Top 8 fra VM i atletik 2022 + 8 fra Top Lists | 16    | Top 8 fra VM i atletik 2022 + 8 fra Top Lists | 16    |
| 4 × 400-meterløb (mixed)              | Top 8 fra VM i atletik 2022 + 8 fra Top Lists | 16    | Top 8 fra VM i atletik 2022 + 8 fra Top Lists | 16    |

## Danskere
Det officielle danske hold til VM i atletik blev offentliggjort den 7. august 2023 af Dansk Atletik Forbund. I alt havde Danmark 11 atleter i ni forskellige discipliner. Det danske hold, var det største individuelle antal i 28 år ved VM i atletik. 

### Kvalificerede atleter
| Kvinder                    | Disciplin             | Mænd                     | Disciplin |
| -------------------------- | --------------------- | ------------------------ | --------- |
| Mette Graversgaard         | 100m hækløb           | Gustav Lundholm Nielsen  | 400m      |
| Annemarie Nissen           | 800 m                 | Kristian Uldbjerg Hansen | 1500 m    |
| Sofia Thøgersen            | 1500 m                |                          |           |
| Annesofie Hartmann Nielsen | Diskoskast            |                          |           |
| Caroline Bonde Holm        | Stangspring           |                          |           |
| Juliane Hvid               | 300 m forhindringsløb |                          |           |
| Karen Ehrenreich           | Maraton               |                          |           |
| Katrine Koch               | Hammerkast            |                          |           |
| Lisa Brix Pedersen         | Diskoskast            |                          |           |

1500-meterløberen og VM-debutant Sofia Thøgersen, satte dansk rekord med tiden 4:05:34. Ligeledes nåede hammerkasteren Katrine Koch finalen i disciplinen, hvor hun blev nummer ni. Mette Graversgaard løb sig også til en VM-semifinale i 100-meter hækløb, men avancerede ikke.

## Resultater

### Mænd

#### Bane
| Event | Guld | Guld        | Sølv                                                                           | Sølv        | Bronze                                                                          | Bronze     |
| --- | --- | ----------- | ------------------------------------------------------------------------------ | ----------- | ------------------------------------------------------------------------------- | ---------- |
| 100 meter | Noah Lyles (USA) | 9.83 = WL   | Letsile Tebogo (BOT)                                                           | 9.88 NR     | Zharnel Hughes (GBR)                                                            | 9.88       |
| 200 meter | Noah Lyles (USA) | 19.52       | Erriyon Knighton (USA)                                                         | 19.75       | Letsile Tebogo (BOT)                                                            | 19.81      |
| 400 meter | Antonio Watson (JAM)                                                                                                  | 44.22       | Matthew Hudson-Smith (GBR)                                                     | 44.31       | Quincy Hall (USA)                                                               | 44.37 PB   |
| 800 meter | Marco Arop (CAN) | 1:44.24     | Emmanuel Wanyonyi (KEN)                                                        | 1:44.53     | Ben Pattison (GBR)                                                              | 1:44.83    |
| 1500 meter | Josh Kerr (GBR) | 3:29.38 SB  | Jakob Ingebrigtsen (NOR)                                                       | 3:29.65     | Narve Gilje Nordås (NOR)                                                        | 3:29.68    |
| 5000 meter | Jakob Ingebrigtsen (NOR)                                                                                              | 13:11.30 SB | Mohamed Katir (ESP)                                                            | 13:11.44    | Jacob Krop (KEN)                                                                | 13:12.28   |
| 10000 meter | Joshua Cheptegei (UGA)                                                                                                | 27:51.42 SB | Daniel Ebenyo (KEN)                                                            | 27:52.60    | Selemon Barega (ETH)                                                            | 27:52.72   |
| Maraton | Victor Kiplangat (UGA)                                                                                                | 2:08.53     | Maru Teferi (ISR)                                                              | 2:09.12 SB  | Leul Gebresilase (ETH)                                                          | 2:09.19    |
| 110 meter hækløb | Grant Holloway (USA)                                                                                                  | 12.96 SB    | Hansle Parchment (JAM)                                                         | 13.07 SB    | Daniel Roberts (USA)                                                            | 13.09      |
| 400 meter hækløb | Karsten Warholm (NOR)                                                                                                 | 46.89       | Kyron McMaster (IVB)                                                           | 47.34       | Rai Benjamin (USA)                                                              | 47.56      |
| 3000 meter forhindringsløb | Soufiane El Bakkali (MAR)                                                                                             | 8:03.53     | Lamecha Girma (ETH)                                                            | 8:05.44     | Abraham Kibiwot (KEN)                                                           | 8:11.98    |
| 20 kilometer kapgang | Álvaro Martín (ESP)                                                                                                   | 1:17:32 WL  | Perseus Karlström (SWE)                                                        | 1:17:39 NR' | Caio Bonfim (BRA)                                                               | 1:17:47 NR |
| 35 kilometer kapgang | Álvaro Martín (ESP)                                                                                                   | 2:24:30 NR  | Brian Daniel Pintado (ECU)                                                     | 2:24:34 AR  | Masatora Kawano (JPN)                                                           | 2:25:12 SB |
| 4 × 100 meter stafet | USA (USA) Christian Coleman Fred Kerley Brandon Carnes Noah Lyles J.T. Smith*                                         | 37.38 WL    | Italien (ITA) Roberto Rigali Marcell Jacobs Lorenzo Patta Filippo Tortu        | 37.62 SB    | Jamaica (JAM) Ackeem Blake Oblique Seville Ryiem Forde Rohan Watson             | 37.76      |
| 4 × 400 meter stafet | USA (USA) Quincy Hall Vernon Norwood Justin Robinson Rai Benjamin Trevor Bassitt* Matthew Boling* Christopher Bailey* | 2:57.31 WL  | Frankrig (FRA) Ludvy Vaillant Gilles Biron David Sombé Téo Andant Loïc Prévot* | 2:58.45 NR  | Storbritannien (GBR) Alex Haydock-Wilson Charlie Dobson Lewis Davey Rio Mitcham | 2:58.71 SB |
| WR verdensrekord \| AR Kontinent rekord \| CR mesterskabsrekord \| OR olympisk rekord \| NR national rekord \| WL world leading \| EL European leading \| PB personligt bedste \| SB sæsonens bedste | |             |                                                                                |             |                                                                                 |            |

#### Kast og spring
| Event | Guld                       | Guld       | Sølv                    | Sølv       | Bronze                                    | Bronze             |
| --- | -------------------------- | ---------- | ----------------------- | ---------- | ----------------------------------------- | ------------------ |
| Højdespring | Gianmarco Tamberi (ITA)    | 2.36 m WL  | JuVaughn Harrison (USA) | 2.36 m WL  | Mutaz Essa Barshim (QAT)                  | 2.33 m             |
| Stangspring | Armand Duplantis (SWE)     | 6.10 m     | EJ Obiena (PHI)         | 6.00 m AR  | Kurtis Marschall (AUS) Chris Nilsen (USA) | 5.95 m PB5.95 m SB |
| Længdespring | Miltiadis Tentoglou (GRE)  | 8.52 m SB  | Wayne Pinnock (JAM)     | 8.50 m     | Tajay Gayle (JAM)                         | 8.27 m SB          |
| Tresping | Hugues Fabrice Zango (BUR) | 17.64 m    | Lázaro Martínez (CUB)   | 17.41 m    | Cristian Nápoles (CUB)                    | 17.40 m PB'        |
| Kuglestød | Ryan Crouser (USA)         | 23.51 m CR | Leonardo Fabbri (ITA)   | 22.34 m PB | Joe Kovacs (USA)                          | 22.12 m            |
| Diskoskast | Daniel Ståhl (SWE)         | 71.46 m CR | Kristjan Čeh (SLO)      | 70.02 m    | Mykolas Alekna (LTU)                      | 68.85 m            |
| Spydkast | Neeraj Chopra (IND)        | 88.17 m    | Arshad Nadeem (PAK)     | 87.82 m SB | Jakub Vadlejch (CZE)                      | 86.67 m            |
| Hammerkast | Ethan Katzberg (CAN)       | 81.25 NR   | Wojciech Nowicki (POL)  | 81.02      | Bence Halász (HUN)                        | 80.82 SB           |
| WR verdensrekord \| AR Kontinent rekord \| CR mesterskabsrekord \| OR olympisk rekord \| NR national rekord \| WL world leading \| EL European leading \| PB personligt bedste \| SB sæsonens bedste |                            |            |                         |            |                                           |                    |

#### Mangekamp
| Event | Guld                | Guld    | Sølv                | Sølv    | Bronze              | Bronze  |
| --- | ------------------- | ------- | ------------------- | ------- | ------------------- | ------- |
| Tikamp | Pierce LePage (CAN) | 8909 WL | Damian Warner (CAN) | 8804 SB | Lindon Victor (GRN) | 8756 NR |
| WR verdensrekord \| AR Kontinent rekord \| CR mesterskabsrekord \| OR olympisk rekord \| NR national rekord \| WL world leading \| EL European leading \| PB personligt bedste \| SB sæsonens bedste |                     |         |                     |         |                     |         |

### Kvinder

#### Bane
| Event | Guld | Guld       | Sølv | Sølv        | Bronze                                                                                     | Bronze     |
| --- | --- | ---------- | --- | ----------- | ------------------------------------------------------------------------------------------ | ---------- |
| 100 meter | Sha'Carri Richardson (USA)                                                                                   | 10.65 CR   | Shericka Jackson (JAM) | 10.72       | Shelly-Ann Fraser-Pryce (JAM)                                                              | 10.77 SB   |
| 200 meter | Shericka Jackson (JAM)                                                                                       | 21.41 CR   | Gabrielle Thomas (USA) | 21.81       | Sha'Carri Richardson (USA)                                                                 | 21.92 PB   |
| 400 meter | Marileidy Paulino (DOM)                                                                                      | 48.76 NR   | Natalia Kaczmarek (POL) | 49.57       | Sada Williams (BAR)                                                                        | 49.60      |
| 800 meter | Mary Moraa (KEN)                                                                                             | 1:56.03 PB | Keely Hodgkinson (GBR) | 1:56.34     | Athing Mu (USA)                                                                            | 1:56.61 SB |
| 1500 meter | Faith Kipyegon (KEN)                                                                                         | 3:54.87    | Diribe Welteji (ETH) | 3:55.69     | Sifan Hassan (NED)                                                                         | 3:56.00    |
| 5000 meter | Faith Kipyegon (KEN)                                                                                         | 14:53.88   | Sifan Hassan (NED) | 14:54.11    | Beatrice Chebet (KEN)                                                                      | 14:54.33   |
| 10000 meter | Gudaf Tsegay (ETH)                                                                                           | 31:27.18   | Letesenbet Gidey (ETH) | 31:28.16 SB | Ejgayehu Taye (ETH)                                                                        | 31:28.31   |
| Maraton | Amane Beriso (ETH)                                                                                           | 2:24:23 SB | Gotytom Gebreslase (ETH) | 2:24:34 SB  | Fatima Ezzahra Gardadi (MAR)                                                               | 2:25:17    |
| 100 meter hækløb | Danielle Williams (JAM)                                                                                      | 12.43 SB   | Jasmine Camacho-Quinn (PUR) | 12.44       | Kendra Harrison (USA)                                                                      | 12.46      |
| 400 meter hækløb | Femke Bol (NED)                                                                                              | 51.70      | Shamier Little (USA) | 52.80 SB    | Rushell Clayton (JAM)                                                                      | 52.81 PB   |
| 3000 meter forhindringsløb | Winfred Yavi (BHR)                                                                                           | 8:54.29 WL | Beatrice Chepkoech (KEN) | 8:58.98 SB  | Faith Cherotich (KEN)                                                                      | 9:00.69 PB |
| 20 kilometer kapgang | María Pérez (ESP)                                                                                            | 1:26.51    | Jemima Montag (AUS) | 1:27.16 AR  | Antonella Palmisano (ITA)                                                                  | 1:27.26 SB |
| 35 kilometer kapgang | María Pérez (ESP)                                                                                            | 2:38:40 CR | Kimberly García León (PER) | 2:40:52     | Antigoni Drisbioti (GRE)                                                                   | 2:43:22 SB |
| 4 × 100 meter stafet | USA (USA) Tamari Davis Twanisha Terry Gabrielle Thomas Sha'Carri Richardson Tamara Clark* Melissa Jefferson* | 41.03 CR   | Jamaica (JAM) Natasha Morrison Shelly-Ann Fraser-Pryce Shashalee Forbes Shericka Jackson Briana Williams* Elaine Thompson-Herah* | 41.21 SB    | Storbritannien (GBR) Asha Philip Imani Lansiquot Bianca Williams Daryll Neita Annie Tagoe* | 41.98 SB   |
| 4 × 400 meter stafet | Holland (NED) Eveline Saalberg Lieke Klaver Cathelijn Peeters Femke Bol Lisanne de Witte*                    | 3:20.72 WL | Jamaica (JAM) Candice McLeod Janieve Russell Nickisha Pryce Stacey-Ann Williams Charokee Young* Shiann Salmon*                   | 3:20.88 SB  | Storbritannien (GBR) Laviai Nielsen Amber Anning Ama Pipi Nicole Yeargin Yemi Mary John*   | 3:21.04 SB |
| WR verdensrekord \| AR Kontinent rekord \| CR mesterskabsrekord \| OR olympisk rekord \| NR national rekord \| WL world leading \| EL European leading \| PB personligt bedste \| SB sæsonens bedste | |            | |             |                                                                                            |            |

#### Kast og spring
| Event | Guld                                | Guld     | Sølv                         | Sølv       | Bronze                      | Bronze   |
| --- | ----------------------------------- | -------- | ---------------------------- | ---------- | --------------------------- | -------- |
| Højdespring | Jaroslava Mahutsjikh (UKR)          | 2.01     | Eleanor Patterson (AUS)      | 1.99       | Nicola Olyslagers (AUS)     | 1.99     |
| Stangspring | Nina Kennedy (AUS) Katie Moon (USA) | 4.90 WL  | Annulleret                   | Annulleret | Wilma Murto (FIN)           | 4.80 SB  |
| Længdespring | Ivana Vuleta (SRB)                  | 7.14 WL  | Tara Davis-Woodhall (USA)    | 6.91       | Alina Rotaru-Kottmann (ROU) | 6.88     |
| Tresping | Yulimar Rojas (VEN)                 | 15.08    | Maryna Bekh-Romantsjuk (UKR) | 15.00 SB   | Leyanis Pérez (CUB)         | 14.96    |
| Kuglestød | Chase Ealey (USA)                   | 20.43 SB | Sarah Mitton (CAN)           | 20.08 SB   | Gong Lijiao (CHN)           | 19.69    |
| Diskoskast | Laulauga Tausaga (USA)              | 69.49 PB | Valarie Allman (USA)         | 69.23      | Feng Bin (CHN)              | 68.20 SB |
| Spydkast | Haruka Kitaguchi (JPN)              | 66.73    | Flor Ruiz (COL)              | 65.47 AR   | Mackenzie Little (AUS)      | 63.38    |
| Hammerkast | Camryn Rogers (CAN)                 | 77.22    | Janee' Kassanavoid (USA)     | 76.36      | DeAnna Price (USA)          | 75.41    |
| WR verdensrekord \| AR Kontinent rekord \| CR mesterskabsrekord \| OR olympisk rekord \| NR national rekord \| WL world leading \| EL European leading \| PB personligt bedste \| SB sæsonens bedste |                                     |          |                              |            |                             |          |

#### Mangekamp
| Event | Guld                            | Guld | Sølv            | Sølv | Bronze             | Bronze |
| --- | ------------------------------- | ---- | --------------- | ---- | ------------------ | ------ |
| Syvkamp | Katarina Johnson-Thompson (GBR) | 6740 | Anna Hall (USA) | 6720 | Anouk Vetter (NED) | 6501   |
| WR verdensrekord \| AR Kontinent rekord \| CR mesterskabsrekord \| OR olympisk rekord \| NR national rekord \| WL world leading \| EL European leading \| PB personligt bedste \| SB sæsonens bedste |                                 |      |                 |      |                    |        |

### Mixed
| Event                | Guld                                                                              | Guld       | Sølv                                                                                     | Sølv       | Bronze                                                                  | Bronze     |
| -------------------- | --------------------------------------------------------------------------------- | ---------- | ---------------------------------------------------------------------------------------- | ---------- | ----------------------------------------------------------------------- | ---------- |
| 4 × 400 meter stafet | USA (USA) Justin Robinson Rosey Effiong Matthew Boling Alexis Holmes Ryan Willie* | 3:08.80 WR | Storbritannien (GBR) Lewis Davey Laviai Nielsen Rio Mitcham Yemi Mary John Joseph Brier* | 3:11.06 NR | Tjekkiet (CZE) Matěj Krsek Tereza Petržilková Patrik Šorm Lada Vondrová | 3:11.98 NR |

* Atleter, der kun deltog i de indledende heats eller semifinaler.

## Medaljeoversigt
*   Værtsnation ( Ungarn)
| Rank               | Nation                    | Guld | Sølv | Bronze | Total |
| ------------------ | ------------------------- | ---- | ---- | ------ | ----- |
| 1                  | USA                       | 12   | 8    | 9      | 29    |
| 2                  | Canada                    | 4    | 2    | 0      | 6     |
| 3                  | Spanien                   | 4    | 1    | 0      | 5     |
| 4                  | Jamaica                   | 3    | 5    | 4      | 12    |
| 5                  | Kenya                     | 3    | 3    | 4      | 10    |
| 6                  | Etiopien                  | 2    | 4    | 3      | 9     |
| 7                  | Storbritannien            | 2    | 3    | 5      | 10    |
| 8                  | Holland                   | 2    | 1    | 2      | 5     |
| 9                  | Norge                     | 2    | 1    | 1      | 4     |
| 10                 | Sverige                   | 2    | 1    | 0      | 3     |
| 11                 | Uganda                    | 2    | 0    | 0      | 2     |
| 12                 | Australien                | 1    | 2    | 3      | 6     |
| 13                 | Italien                   | 1    | 2    | 1      | 4     |
| 14                 | Ukraine                   | 1    | 1    | 0      | 2     |
| 15                 | Japan                     | 1    | 0    | 1      | 2     |
| 15                 | Marokko                   | 1    | 0    | 1      | 2     |
| 15                 | Grækenland                | 1    | 0    | 1      | 2     |
| 18                 | Indien                    | 1    | 0    | 0      | 1     |
| 18                 | Serbien                   | 1    | 0    | 0      | 1     |
| 18                 | Burkina Faso              | 1    | 0    | 0      | 1     |
| 18                 | Bahrain                   | 1    | 0    | 0      | 1     |
| 18                 | Venezuela                 | 1    | 0    | 0      | 1     |
| 18                 | Den Dominikanske Republik | 1    | 0    | 0      | 1     |
| 24                 | Polen                     | 0    | 2    | 0      | 2     |
| 25                 | Cuba                      | 0    | 1    | 2      | 3     |
| 26                 | Botswana                  | 0    | 1    | 1      | 2     |
| 27                 | Pakistan                  | 0    | 1    | 0      | 1     |
| 27                 | Israel                    | 0    | 1    | 0      | 1     |
| 27                 | Peru                      | 0    | 1    | 0      | 1     |
| 27                 | Ecuador                   | 0    | 1    | 0      | 1     |
| 27                 | Slovenien                 | 0    | 1    | 0      | 1     |
| 27                 | Frankrig                  | 0    | 1    | 0      | 1     |
| 27                 | Britiske Jomfruøer        | 0    | 1    | 0      | 1     |
| 27                 | Colombia                  | 0    | 1    | 0      | 1     |
| 27                 | Filippinerne              | 0    | 1    | 0      | 1     |
| 27                 | Puerto Rico               | 0    | 1    | 0      | 1     |
| 37                 | Tjekkiet                  | 0    | 0    | 2      | 2     |
| 37                 | Kina                      | 0    | 0    | 2      | 2     |
| 39                 | Litauen                   | 0    | 0    | 1      | 1     |
| 39                 | Finland                   | 0    | 0    | 1      | 1     |
| 39                 | Barbados                  | 0    | 0    | 1      | 1     |
| 39                 | Brasilien                 | 0    | 0    | 1      | 1     |
| 39                 | Rumænien                  | 0    | 0    | 1      | 1     |
| 39                 | Ungarn*                   | 0    | 0    | 1      | 1     |
| 39                 | Grenada                   | 0    | 0    | 1      | 1     |
| 39                 | Qatar                     | 0    | 0    | 1      | 1     |
| Total (46 nations) | Total (46 nations)        | 50   | 48   | 50     | 148   |